# Leptotiflòpids
Els leptotiflòpids (Leptotyphlopidae) són una  família de serps pròpies d'Amèrica, Àfrica i Àsia. Es reconeixen dos gèneres i vuitanta-set espècies.

## Descripció
Són serps relativament petites, rarament fan més de 30 cm de longitud; només Leptotyphlops macrolepis i Leptotyphlops occidentalis són una mica més grans. Entre elles hi ha la més petita: Leptotyphlops carlae (Hedges, 2008).
Els maxil·lars superiors són immòbils i no tenen dents. El cos és cilíndric amb una cua curta. Produeixen feromones que els protegeixen de l'atac de tèrmits.

## Distribució
Es poden trobar a l'Àfrica, Àsia i Amèrica, encara que mai a grans altituds ni a zones frígides.

## Hàbitat
Molt variat. Viuen a prop dels nius de les seves preses.

## Alimentació
La seva dieta consisteix principalment en tèrmits o  formigues, les seves larves i pupes.

## Reproducció
Ovípares.

## Gèneres
| Gèneres        | Autoritat                                   | Espècies | Distribució |
| -------------- | ------------------------------------------- | -------- | --- |
| LeptotyphlopsT | Fitzinger, 1843                             | 86       | Àfrica; sud-oest de l'Àsia i Socotra; des del sud-oest dels Estats Units fins a Uruguai i Argentina i en el Carib. |
| Rhinoleptus    | Orejas-Miranda, Roux-Estève and Guibé, 1970 | 1        | Oest de l'Àfrica: Senegal i Guinea.                                                                                |

T) Gènere tipus.